# Övre Bleriken (Vilhelmina socken, Lappland, 722710-150758)
Övre Bleriken är en sjö i Vilhelmina kommun i Lappland och ingår i Ångermanälvens huvudavrinningsområde. Sjön har en area på 0,338 kvadratkilometer och ligger 509,5 meter över havet. Övre Bleriken ligger i Marsfjället Natura 2000-område. Sjön avvattnas av vattendraget Matskanån.

## Delavrinningsområde
Övre Bleriken ingår i det delavrinningsområde (722815-150781) som SMHI kallar för Utloppet av Övre Bleriken. Medelhöjden är 540 meter över havet och ytan är 2,37 kvadratkilometer. Räknas de 6 avrinningsområdena uppströms in blir den ackumulerade arean 32,5 kvadratkilometer. Matskanån som avvattnar avrinningsområdet har biflödesordning 3, vilket innebär att vattnet flödar genom totalt 3 vattendrag innan det når havet efter 389 kilometer. Avrinningsområdet består mestadels av skog (86 procent). Avrinningsområdet har 0,34 kvadratkilometer vattenytor vilket ger det en sjöprocent på 14,4 procent.